# Юдита з головою Олоферна (Джорджоне)
«Юдита з головою Олоферна» (італ. Giuditta con la testa di Oloferne) — картина раннього періоду творчості художника Джорджоне да Кастельфранко.
Картина була придбана для Імператорського Ермітажу 1772 року разом з іншими картинами Антуана Кроза, барона де Тьєра в Парижі. Колекція вважалась однією з найкращих у столиці Франції. В перемовах по придбанню картини для російської імператриці Катерини ІІ брали участь російський дипломат Д. Голіцин та французький письменник Дені Дідро.
Автором картини тоді помилково вважали Рафаеля Санті. Під ім'ям Рафаель Санті картину декілька разів гравіювали в Західній Європі.
В основі картини — біблійний сюжет. Полководець Олоферн армії Навуходоносора брав облогою місто Ветилію, де жила вдова Юдит. Аби врятувати рідне місто, удовиця прибула в стан Олоферна та звабила його. Вночі, коли той спав, мужня Юдит відрубала голову ворога та таємно покинула ворожий табір. Вояки пізно знайшли убитого ватажка і, налякані його таємничою смертю, зняли облогу міста та подались геть. Так мужня жінка врятувала рідне місто від знищення.
Сюжет був неабияк популярним серед митців європейського Відродження та бароко. Серед тих, хто розробляв цей сюжет —
- Сандро Боттічеллі
- скульптор Донателло
- Мантенья
- Лукас Кранах Старший
- Караваджо

Картину намагалися реставрувати ще у Франції. Тоді й додали бічні частини, де домалювали ще одне дерево та частину пейзажу, наново підновили вчергове трохи збляклі фарби. В Росії картину наново вкрили шаром жовтуватого лаку для блиску поверхні.
У 20 ст. картину наново реставрували з урахуванням нових вимог до збереження тільки авторського живопису та видалення пізніх додатків. Наприкінці 1960-х рр. усі додатки були видалені. В деяких місцях картина мала до шести шарів мастиковок та неавторських додатків. Унікальність полотна спонукала до надзвичайної обережності. За день встигали відкрити від 2 до шести квадратних сантиметрів авторського шару. Тоді ж з'ясували, що картина колись була намальована на дерев'яних дверцях якоїсь шафи. А пізніше переведена з дерева на полотно.
Невеличка темна пляма на тлі неба — залишок нереставрованого місця на картині — як покажчик, якою темною була картина до останньої реставрації.